# Coloni italiani nel Dodecaneso

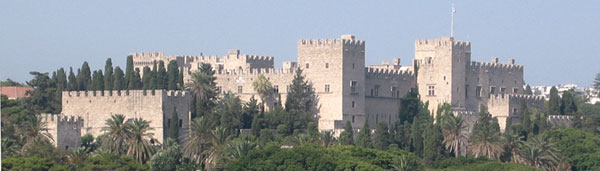
Il palazzo dei Gran Maestri dei Cavalieri di Rodi

I coloni italiani nel Dodecaneso furono gli italiani che si radicarono nel Dodecaneso tra le due guerre mondiali.

## Caratteristiche
Inizialmente, dopo la Grande guerra, vi erano solo 56 "regnicoli" a Rodi, ma, a partire dagli ultimi anni venti, alcune migliaia di coloni italiani si trasferirono nel Dodecaneso.
A Rodi e a Coo, in aree destinate a colture speciali, sorsero alcuni villaggi di colonizzazione. A Rodi furono fondati i centri rurali “Peveragno Rodio” (1929), “Campochiaro” (1935-36), “San Marco” (1936), “Savona” (1936-38) -dal 1938 denominato “San Benedetto”-. A Coo sorsero invece i centri “Anguillara” (1936-38) -dal 1939 denominato “Vittorio Egeo”- e “Torre in Lambi” (1936). Una nuova cittadina, denominata "Portolago", fu creata nella baia principale di Lero negli ultimi anni trenta.
Questi coloni venivano principalmente dal Meridione, dal Veneto e dal Polesine emiliano-romagnolo.
Nel 1940 il numero degli italiani che si erano stabiliti nel Dodecaneso era di quasi 8.000, concentrati principalmente nell'isola di Rodi. Alcuni (membri della Milizia di Rodi) perirono nelle vicende legate alla resa dell'Italia nel settembre 1943. Comunque la Centuria Egea "Conte Verde" (costituita in parte da coloni) rimase operativa fino a maggio 1945, come Reggimento Volontari "Rodi" della R.S.I..
Dopo l'occupazione tedesca del Dodecaneso e la fine della seconda guerra mondiale, le isole del Dodecaneso italiano andarono alla Grecia nel 1947: di conseguenza la maggior parte degli italiani fu costretta ad emigrare e tutte le scuole italiane furono chiuse. Tuttavia, il loro apporto architettonico nelle isole è ancora evidente, soprattutto a Rodi e Lero.

## Storia
Il Regno d'Italia occupò le isole del Dodecaneso nel Mar Egeo durante la guerra italo-turca del 1911. Successivamente, con il trattato di Losanna del 1923, il Dodecaneso fu formalmente annesso all'Italia, come "Possedimenti italiani dell'Egeo".
Nel 1930, Mussolini intraprese un programma di italianizzazione, sperando di rendere l'isola di Rodi un centro per la diffusione della cultura italiana in Grecia e nel Levante. Il programma fascista ebbe alcuni effetti positivi nei suoi tentativi di modernizzare le isole, con la conseguente eliminazione della malaria, la costruzione di ospedali, scuole, acquedotti, centrali elettriche e finanche la creazione del catasto del Dodecaneso.

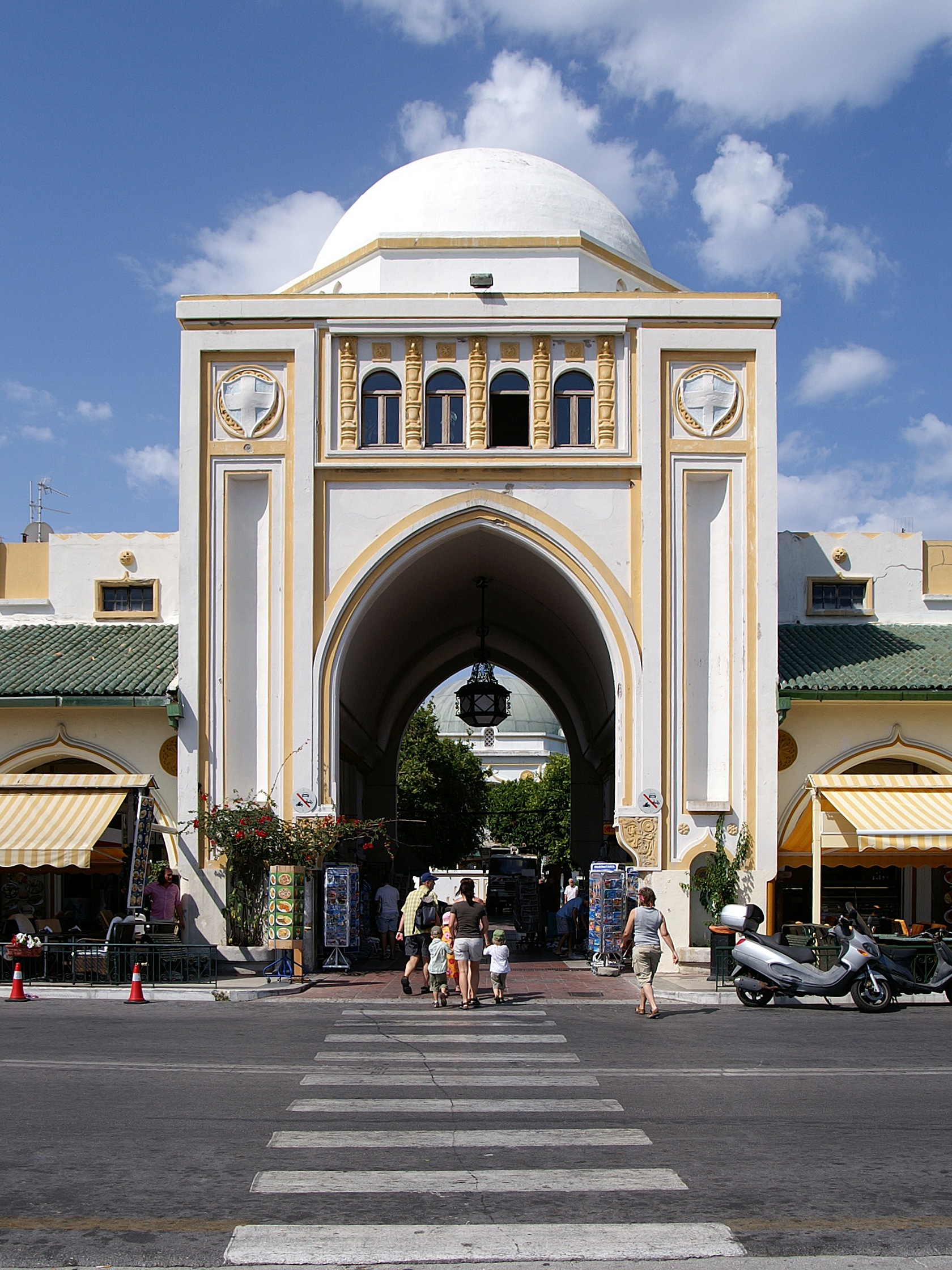
Vista del Mercato ("Nea Agorà") di Mandraki, costruito durante il periodo italiano

Inoltre il castello principale dei Cavalieri di San Giovanni fu ricostruito in forma monumentale, diventando una delle massime attrazioni turistiche dell'isola. L'architettura italiana abbellì notevolmente le isole, specialmente nella seconda metà degli anni trenta.
Nel censimento italiano del 1936, nelle isole del Dodecaneso la popolazione totale era di 140.848 abitanti, di cui 16.711 italiani. Quasi l'80% di questi coloni italiani viveva nell'isola di Rodi. Nella città di Rodi vi erano 6.977 italiani, compresi i militari burocrati, temporaneamente residenti e non considerati coloni, su una popolazione di 27.797 abitanti, ovvero poco oltre il 25% del totale erano italiani; la percentuale crebbe a oltre un terzo nel 1941. Inoltre circa 40.000 soldati e marinai italiani erano in servizio militare nelle isole del Dodecaneso nel 1940.
Il primo governatore, Mario Lago, fu apprezzato dalle comunità greche, turche ed ebree dell'isola, dando al Dodecaneso un cosiddetto "periodo d'oro" tra il 1923 ed il 1936. Lago attuò in questi anni una politica lungimirante e rispettosa dell'identità etnica e culturale degli abitanti della colonia, creando anche un grande piano di opere pubbliche a Rodi e nelle altre isole.
In suo onore venne edificata la nuova città di Portolago (base della Regia Marina nell'isola di Lero) ed il villaggio agricolo di Peveragno Rodio, centro di insediamento di coloni italiani. In questo villaggio la "Società Agricola Frutticoltura" aveva acquistato da latifondisti turchi una vasta estensione (3500 ettari) di terreno incolto in località Calamona e vi realizzò un moderno comprensorio piantato ad olivi, viti, gelsi e piante da frutto. Il centro agricolo fu battezzato Peveragno Rodio, dal nome del luogo natale del governatore Lago, Peveragno,  e fu dotato di tutti i servizi e delle officine per la lavorazione e trasformazione dei prodotti. Vi abitavano alcune centinaia di famiglie coloniche provenienti dall'Italia (ma, con la cessione di Rodi alla Grecia nel 1947, il villaggio e l'azienda vennero abbandonati).
Successivamente nel 1936 la nomina del quadrumviro fascista Cesare Maria De Vecchi come governatore delle Isole Egee segnò una svolta nella colonizzazione italiana. Infatti De Vecchi promosse un programma più vigoroso ed energico di italianizzazione, che fu interrotto solo dalla sconfitta italiana nella seconda guerra mondiale. De Vecchi sviluppò un'importante base navale nella Portolago di Mario Lago, dove oltre alle attrezzature militari fu costruita "ex novo" una vera e propria città secondo i canoni del Razionalismo Italiano. Attualmente, dopo decenni di abbandono, ha ritrovato splendore la sua struttura urbana con l'architettura in stile littorio riconosciuta come una delle più importanti opere realizzate dal Movimento Moderno in architettura. Portolago fu costruita secondo i canoni architettonici dell'epoca fascista che la rendono simile a Sabaudia, nel Lazio, e fu popolata principalmente da coloni italiani di dichiarata fede fascista.
Inoltre De Vecchi promosse la possibile unificazione delle isole all'Italia come parte dell'ideale fascista di una Grande Italia, rifacendosi all'irredentismo italiano nell'obbligo di insegnare l'italiano come unica lingua ufficiale in tutte le scuole del Dodecaneso a partire dal 1937

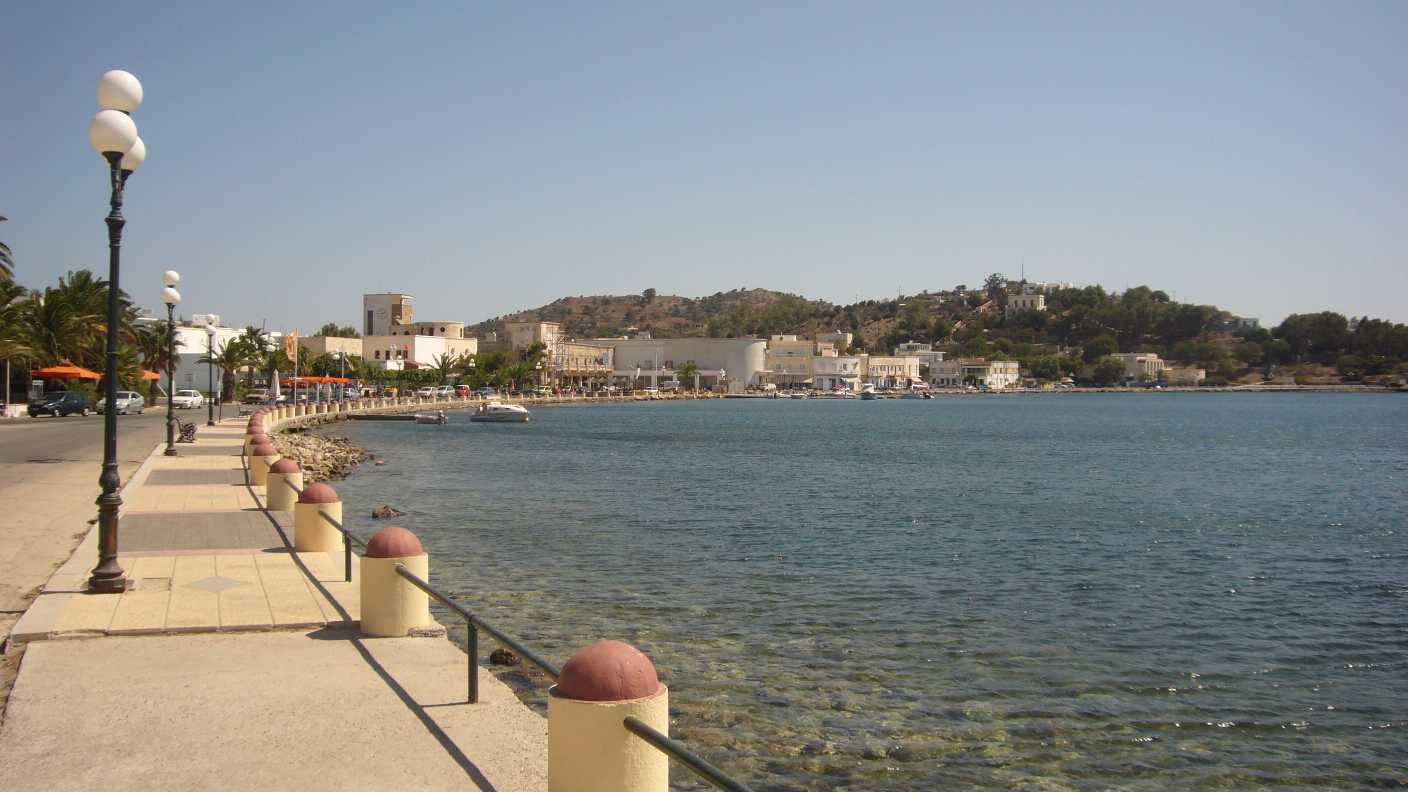
Veduta di Portolago

A conseguenza anche di questo tentativo di italianizzazione, praticamente quasi tutti i coloni italiani furono costretti a rimpatriare dopo il 1945, lasciando semi-deserte località come Portolago..
Con la fine dell'amministrazione britannica e il passaggio del Dodecaneso sotto l'amministrazione della Grecia, nel 1947, il governo greco impose l'opzione tra la cittadinanza italiana e quella greca. Gran parte degli italiani, per non rinunciare alla cittadinanza italiana, preferì tornare in patria.
Finanche la Chiesa cattolica (e le sue scuole) fu vessata in quel dopoguerra. Il Governo italiano aveva rivolto ai fratelli lasalliani delle Scuole Cristiane della Provincia di Torino sollecitandone iniziative scolastiche. Questi iniziarono delle attività scolastiche nell'isola nell'anno scolastico 1921-1922. Dopo la cessione del Dodecaneso alla Grecia però, il 9 settembre del 1950 gli ultimi due Fratelli delle Scuole Cristiane italiani dovettero lasciare Rodi, e la loro scuola italiana venne chiusa definitivamente.
Nell'ottobre del 1951 fu rimpatriato in Italia anche l'arcivescovo cattolico Florido Ambrogio Acciari, O.F.M., titolare dell'Arcidiocesi di Rodi, su pressione dei vertici dell'ordine religioso, nella speranza di allentare le tensioni col governo greco.
Il governo greco identificò il cattolicesimo con l'italianità e trattò con ostilità negli anni cinquanta i pochi coloni italiani rimasti ed i greci "collaborazionisti" od imparentati con loro.
Attualmente di questi coloni restano solo pochi anziani, rimasti a vivere dopo la guerra nel Dodecaneso ed in Italia, i quali ancora mantengono una loro associazione a Napoli detta "Stella di Rodi".